# Ectropis inscripta
Ectropis inscripta là một loài bướm đêm trong họ Geometridae.